# Площадь Стравинского
Пло́щадь Страви́нского — площадь в городе Ломоносов Петродворцового района Санкт-Петербурга. Расположена на перекрёстке Иликовского проспекта и Александровской улицы, у Верхнего парка.
Представляет собой пространство с круговым движением и круглым газоном посередине.

## История
Площадь получила современное название 30 января 2013 года в честь композитора И. Ф. Стравинского, уроженца Ораниенбаума.